# 네바 거버
네바 거버(Neva Gerber, 1894년 4월 3일 ~ 1974년 1월 2일)는 미국의 배우이다.